# Lozova
Lozova (Oekraïens: Лозова) is een stad in de Oekraïense oblast Charkov, hemelsbreed ongeveer 63 km ten zuidwesten van de hoofdplaats Charkov. Bij de volkstelling van 2001 telde de stad 64.041 inwoners, waarmee het de tweede grootste stad in Oblast Charkov is.

## Geschiedenis
Lozovo werd in 1639 gesticht en verkreeg ruim 230 jaar later - in 1869 - stadsrechten. In datzelfde jaar werd een treinstation geopend op de spoorlijn Sebastopol-Charkov, en later werden andere lijnen geopend, waardoor de stad een belangrijk spoorwegknooppunt in de regio (Oost-Oekraïne) werd.
Op 27 augustus 2008 werd de stad tijdelijk ontruimd vanwege een explosie in een militair depot. Hierbij raakte niemand gewond en er vielen ook geen doden.

## Bevolking
Op 1 januari 2021 telde de stad Lozova naar schatting 54.026 inwoners. Het aantal inwoners vertoont al meerdere jaren een dalende trend: in 1989, kort voor het uiteenvallen van de Sovjet-Unie, had de stad nog 72.991 inwoners.
| 1923   | 1926   | 1939   | 1959   | 1970   | 1979   | 1989   | 2001   | 2005   | 2014   | 2021   |
| ------ | ------ | ------ | ------ | ------ | ------ | ------ | ------ | ------ | ------ | ------ |
| 11.311 | 12.905 | 22.008 | 28.730 | 35.641 | 53.423 | 72.991 | 64.041 | 61.436 | 57.916 | 54.026 |

In 2001 bestond de stad etnisch gezien vooral uit Oekraïners (50.276 personen - 77,8%), gevolgd door 9.880 Russen (15,3%). Afgezien van de 284 Wit-Russen (0,4%) en de 124 Armeniërs (0,2%) waren er geen andere vermeldenswaardige minderheden.

## Geboren
- Anatol Rapoport (1911-2007), Amerikaans wiskundige
- Oleksandr Hladkyy (1987), voetballer